# 藤野嘉市
藤野 嘉市（ふじの かいち、1879年（明治12年）8月25日 - 1957年（昭和32年）5月25日）は、大日本帝国陸軍軍人。最終階級は陸軍少将。

## 経歴・人物
山口県出身。1900年（明治33年）陸軍士官学校第12期卒業。
1925年（大正14年）5月に熊本連隊区司令官、同年8月に陸軍歩兵大佐、1928年（昭和3年）8月に歩兵第70連隊長を経て、1930年（昭和5年）8月1日に陸軍少将に昇進と同時に待命、同月29日に予備役に編入した。
1947年（昭和22年）11月28日、公職追放仮指定を受けた。

## 栄典
- 1901年（明治34年）10月10日 - 正八位[4]
- 1910年（明治43年）9月30日 - 従六位[5]